# Sacerdote del amor
Sacerdote del amor (título original en inglés, Priest of Love) es una película británica basada en la vida del escritor D. H. Lawrence. Estrenada el 11 de octubre de 1981, fue dirigida y producida por Christopher Miles. El guion fue escrito por Alan Plater, basándose en la biografía The Priest of Love de Harry T. Moore. Francis James Brown y Stanley Joseph Seeger, acreditados como «Joseph James», se encargaron de componer la música de la película.
Su filmación tuvo lugar en el Reino Unido (Nottingham, Cornualles, Londres), Francia, México, Nuevo México y, por supuesto, Italia («Villa Mirenda», cerca de Florencia). Algunos interiores se rodaron en los Estudios Shepperton. La filmación duró diez semanas, dentro del tiempo previsto y del presupuesto.

## Reparto
| - Ian McKellen como D. H. Lawrence. - Janet Suzman como Frieda Lawrence. - Ava Gardner como Mabel Dodge Luhan. - Penelope Keith como Dorothy Brett. - Jorge Rivero como Tony Luhan. - Maurizio Merli como Angelo Ravagli. - John Gielgud como Herbert G. Muskett. - James Faulkner como Aldous Huxley. - Mike Gwilym como John Middleton Murry. - Massimo Ranieri como Pini. - Marjorie Yates como Ada Lawrence. | - Wendy Allnutt como Maria Huxley. - Jane Booker como Barbara Weekley. - Sarah Brackett como Achsah Brewster. - Elio Pandolfi como Orioli. - Adrienne Burgess como Katherine Mansfield. - Patrick Holt como Arthur Lawrence. - Burnell Tucker como Earl Brewster. - Mike Morris como Dr. Uhfelder. - Natasha Buchanan como Jessie Chambers. - Anne Dyson como Lydia Lawrence. - Mellan Mitchell como Ada Khan. |  |